# フランク・スクーノヴァー

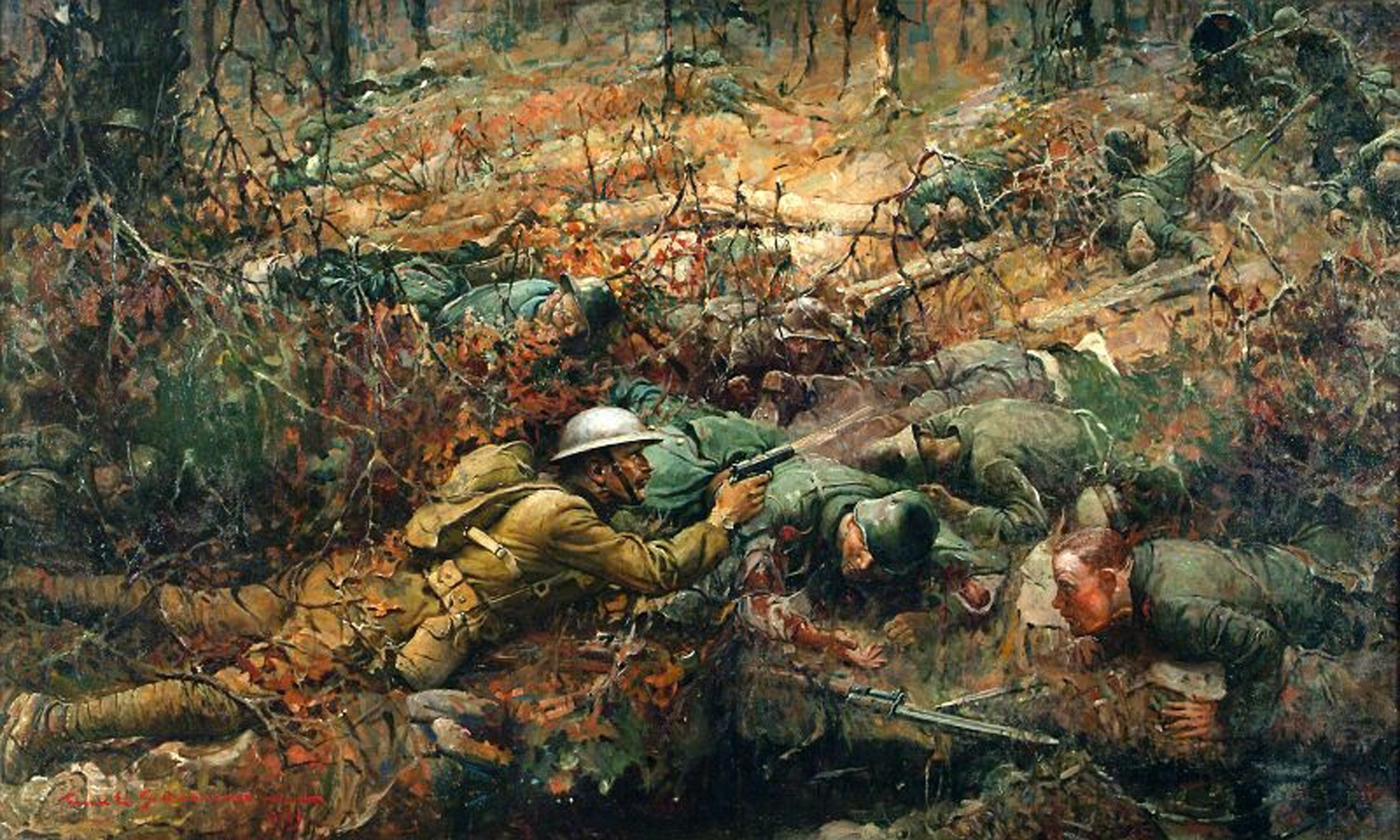
WWIでのヨーク軍曹の活躍を描いた戦争画

フランク・スクーノヴァー（Frank Schoonover 、本名: Frank Earle Schoonover、1877年8月19日 - 1972年8月7日）はアメリカ合衆国のイラストレーターである。エドガー・ライス・バローズやジャック・ロンドンらの小説の挿絵を描いた。ハワード・パイルの弟子で、「ブランデーワイン派」とも呼ばれるアメリカ合衆国のイラストレーターの一人である。

## 略歴
ニュージャージー州、ウォーレン郡のオクスフォードに生まれ、トレントンで育った。1896年からドレクセル協会（現在のドレクセル大学）でハワード・パイルにイラストレーションを学んだ。1898年、1899年に優秀な学生に与えられる奨学金を受け、パイルの助手になった。1900年にパイルがドレクセル協会を辞め、チャズフォードに自らの美術学校を作った時にも行動を共にした。
1903年にカナダのハドソン湾のジェームズ湾からケベック、オンタリオを徒歩と犬橇で旅する冒険旅行を行いこの経験は後の仕事に生かされることになった。1905年に最初の挿絵が採用され、翌年、ペンシルベニア州デラウェア郡のウィルミントン(Wilmington)やに自らのスタジオを持った。第一世界大戦までの10年間の間、アメリカの代表的なイラストレーターの一人として活躍した。スクーノヴァーが挿絵を描いた作品の作者にはエドガー・ライス・バローズやジャック・ロンドン、レックス・ビーチ、ゼイン・グレイ、ロバート・W・チェンバースらがいる。
1918年から1919年には、イラストレーターのホスキンズ(Gayle Porter Hoskins)とともに、第一次世界大戦のアメリカ軍人の活躍を描いた戦争画を描いた。
1931年にインディアナポリスの美術学校で1年間教えた。1942年からウィルミントンに自分の学校を開き、91歳になるまで教えた。95歳でウィルミントンで亡くなった。

## 作品

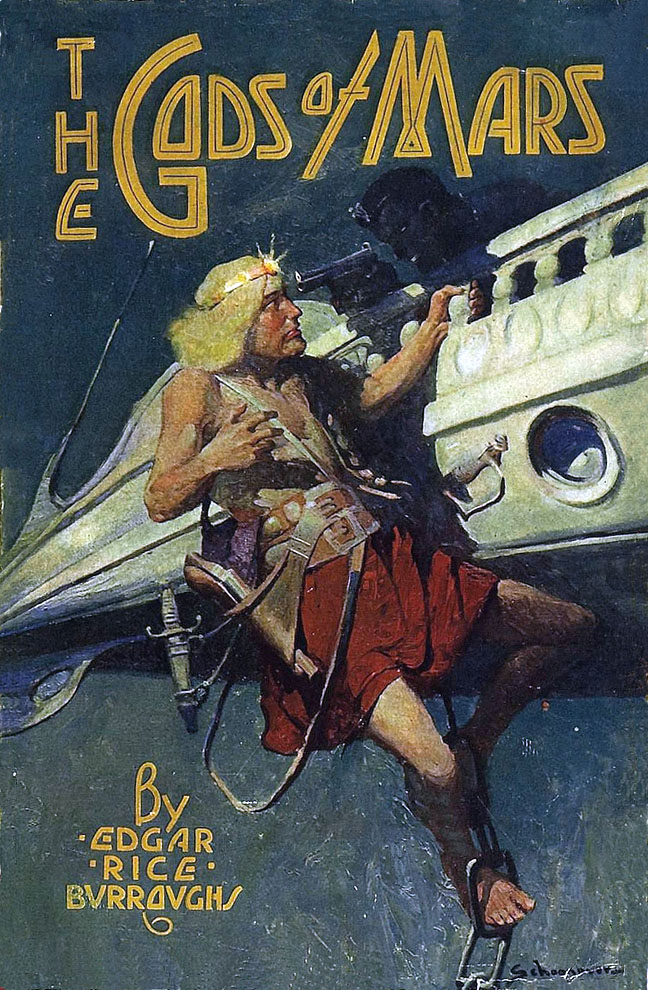
バローズ『火星の女神イサス』の表紙絵
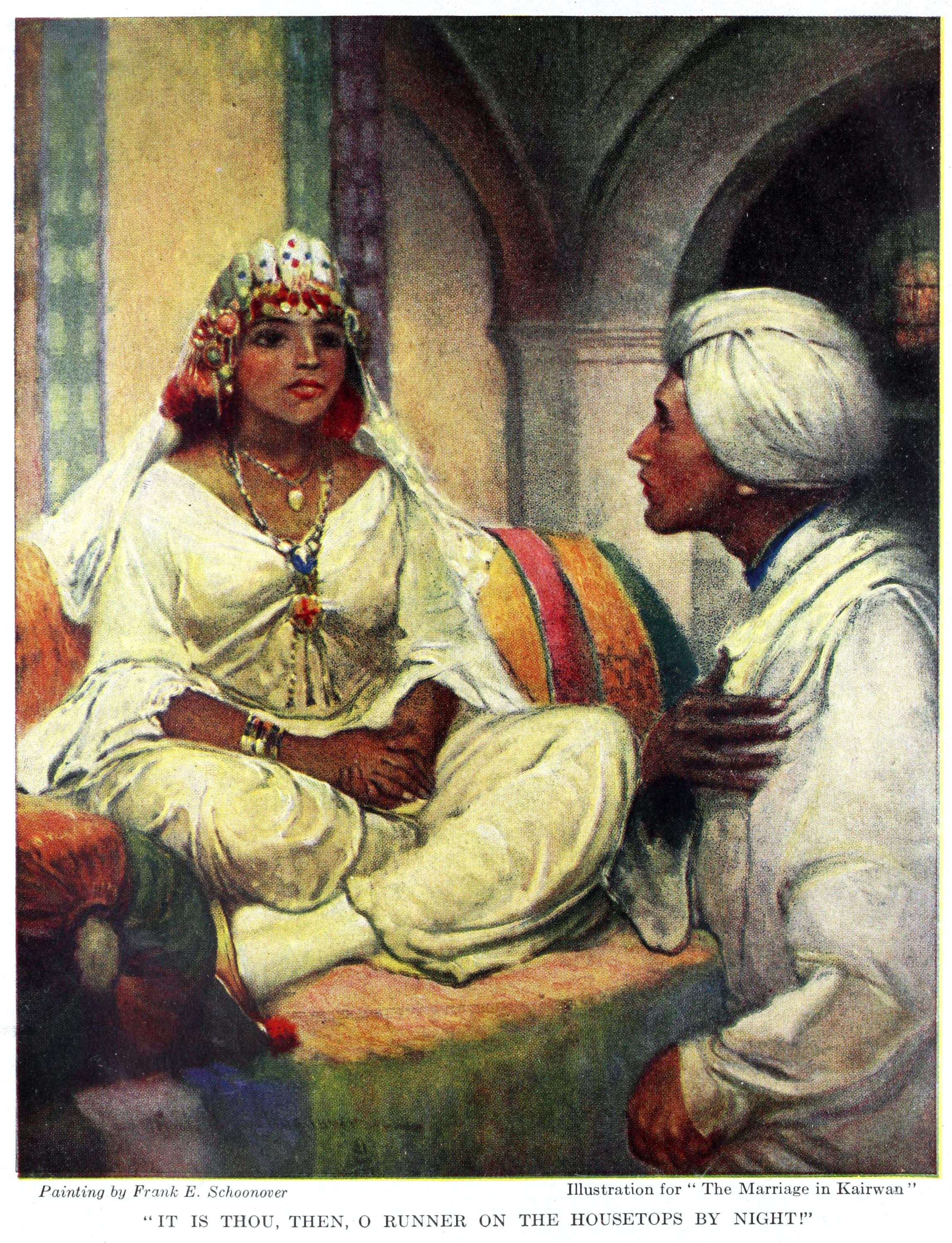
“The Marriage in Kairwan” の挿絵
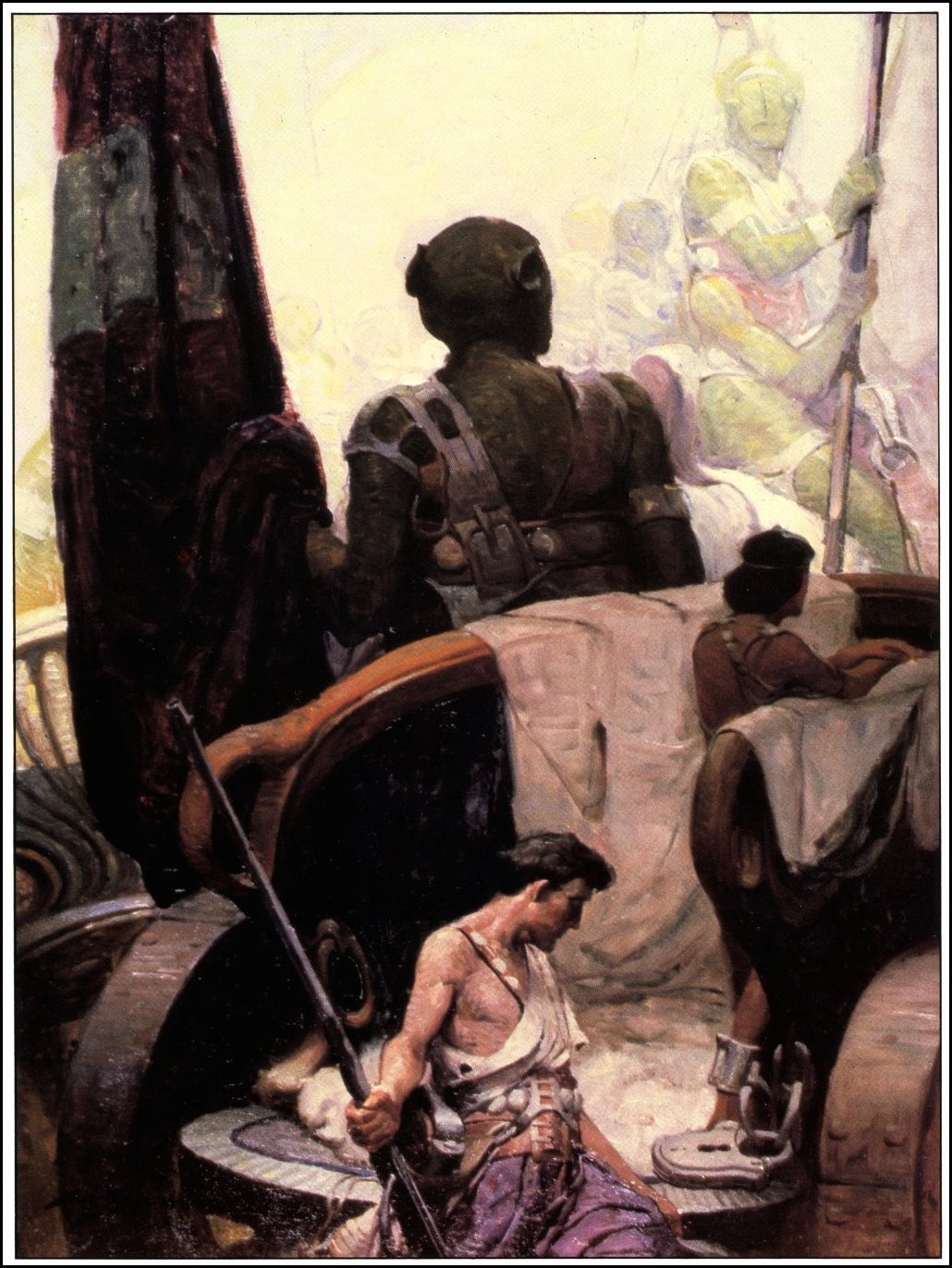
『火星の女王』挿絵
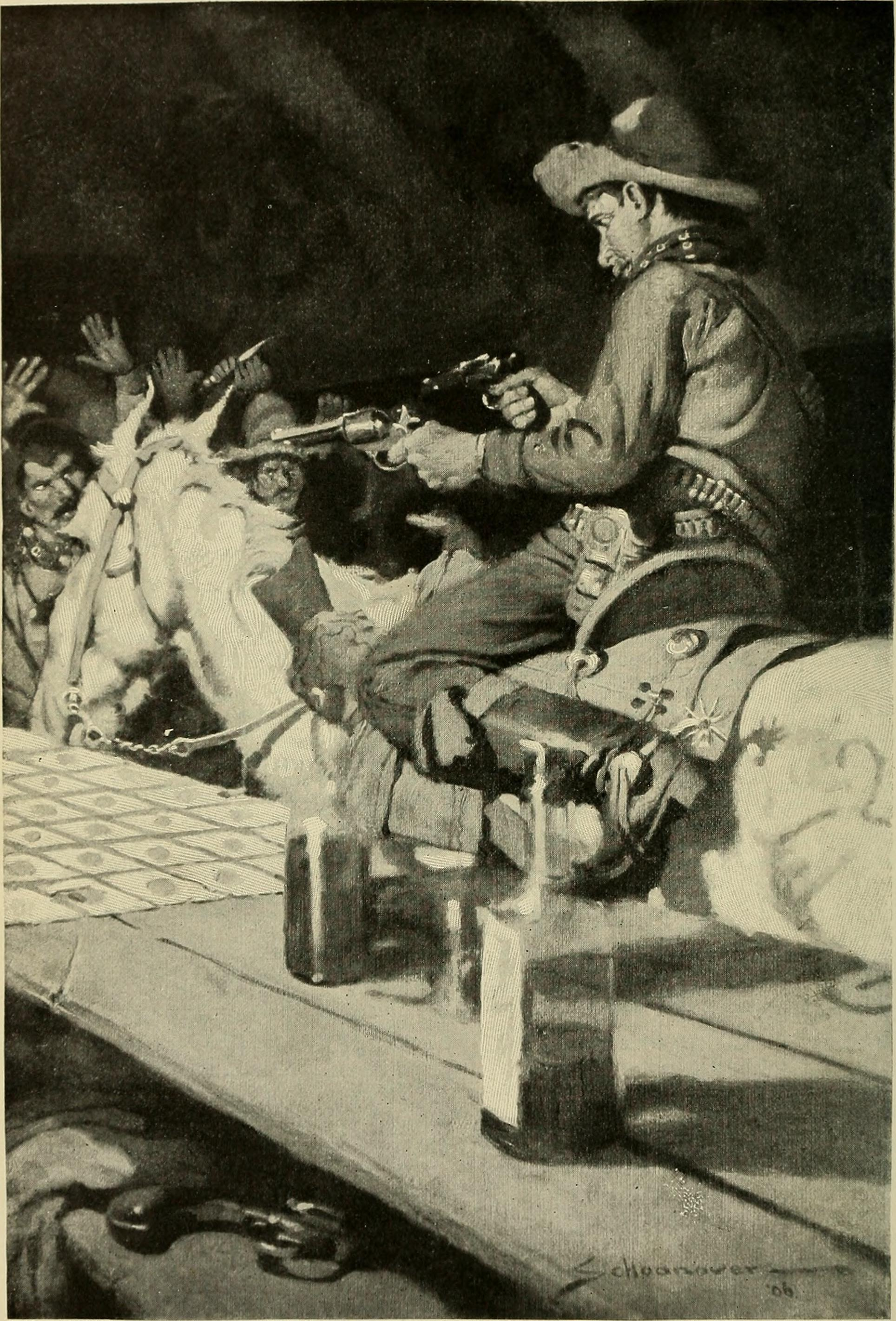
雑誌「Outing」の挿絵